# Prosper Poullet
Prosper Antoine Marie Joseph Poullet gróf (Leuven, 1868. március 5. – 1937. december 3.) belga politikus és államférfi volt, Belgium miniszterelnöke 1925 és 1926 között.

## Élete
A Leuveni Katolikus Egyetemen tanult jogot, később az egyetemen is tanított.
Politikai pályáját a Belga Katolikus Párt tagjaként kezdte, és Leuven képviselőjeként megválasztották a belga képviselőház tagjának. 1918 és 1919 között a képviselőház elnöke is volt. Pályafutása során számos miniszteri tisztséget kapott a katolikus kormányokban:
- Művészeti és tudományos miniszter, 1911-1918 között,
- Vasút, posta és távközlési miniszter, 1919-1920 között,
- Belügyminiszter, 1924-1925 és 1932-1934 között,
- Gazdasági miniszter 1925,
- Igazságügyminiszter 1925-1926 között,
- Honvédelmi miniszter 1926-ban.

1925. június 17-én alakította meg katolikus és szocialista politikusokból álló kormányát, amely azonban alig egy év múlva, 1926. május 30-án lemondott.

## A Poullet-kormány tagjai
| Miniszteri tiszt                        | Név                      | Párt         |
| --------------------------------------- | ------------------------ | ------------ |
| Miniszterelnök és gazdasági miniszter   | Prosper Poullet          | Katolikus    |
| Külügyminiszter                         | Emile Vandervelde        | Szocialista  |
| Belügy és népegészségügyi miniszter     | Edouard Rolin Jaequemyns | pártonkívüli |
| Művészeti és tudományos miniszter       | Camille Huysmans         | Szocialista  |
| Igazságügyminiszter                     | Paul Tschoffen           | Katolikus    |
| Pénzügyminiszter                        | Albert-Edouard Janssen   | Katolikus    |
| Mezőgazdasági miniszter                 | Aloys van de Vijvere     | Katolikus    |
| Közmunkaügyi miniszter                  | Alfred Laboulle          | Szocialista  |
| Ipari, munkaügyi és szociális miniszter | Joseph Wauters           | Szocialista  |
| Vasút, posta és távközlési miniszter    | Edward Anseele           | Szocialista  |
| Honvédelmi miniszter                    | Prosper Kestens          | altábornagy  |
| Gyarmatügyi miniszter                   | Henri Carton de Tournai  | Katolikus    |

### Változások
- 1925. december 10.
  - Prosper Poullet átengedi a gazdasági miniszteri tárcát Pierre de Liedekerke de Pailhe-nek, és átveszi az igazságügyminisztérium irányítását Paul Tschoffen lemondását követően.
- 1926. január 16.
  - Prosper Poullet átveszi a honvédelmi miniszteri tárca irányítását Prosper Ketsens lemondását követően.
- 1926. február 24.
  - Pierre de Liedekerke de Pailhe lesz az új mezőgazdasági miniszter Aloys van de Vijvere lemondását követően.

## Fordítás
- Ez a szócikk részben vagy egészben  a   Prosper Poullet című angol Wikipédia-szócikk fordításán alapul.  Az eredeti cikk szerkesztőit annak laptörténete sorolja fel. Ez a jelzés csupán a megfogalmazás eredetét és a szerzői jogokat jelzi, nem szolgál a cikkben szereplő információk forrásmegjelöléseként.